# Eccidio di Onna
L'eccidio di Onna fu una strage compiuta dai nazisti tra il 2 e l'11 giugno 1944 all'Aquila, in località Onna, durante la quale furono uccise diciassette persone.

## Storia
Tra il 1943 ed il 1944, ad Onna — borgo agricolo situato sulle sponde del fiume Aterno, a circa 10 km dall'Aquila —, era stato collocato temporaneamente il reparto di sussistenza per le truppe tedesche che combattevano sulla linea Gustav; il reparto si trasferì il 25 aprile ma, nei mesi a seguire, il paese continuò ad essere luogo di sosta per i battaglioni che ripiegavano verso l'Italia settentrionale. Accadeva non di rado che queste soste fossero accompagnate da razzie di viveri e beni di prima necessità.
Il 2 giugno, alcuni militari tedeschi requisirono due cavalli di proprietà delle famiglie Ludovici e Papola; i capofamiglia si recarono prontamente al comando tedesco per chiederne la restituzione e ne scaturì una colluttazione tra un soldato tedesco ed il figlio dei Ludovici (Giovanni), il quale, ferito da un colpo d'arma da fuoco, si rifugiò verso il monte Archetto dove stazionava un gruppo di partigiani. Venne quindi fermata la figlia dell'altra famiglia, Cristina Papola, appena diciassettenne, che si rifiutò di rispondere alle domande dei militari venendo picchiata, violentata e infine uccisa.
La settimana successiva, in seguito all'episodio di Filetto, arrivò ad Onna anche la 114. Jäger-Division guidata dal generale Hans Boelsen, che completò la rappresaglia. I militari radunarono una trentina di persone chiedendo informazioni sul Ludovici; alcune donne consegnarono ai tedeschi la madre vedova (Bartolina De Paolis) e la sorella (Rosmunda Ludovici) del fuggiasco, sperando di ottenere clemenza. I tedeschi, però, trascinarono le due donne e altri quattordici uomini — di età compresa tra i 15 e i 38 anni — in una casa della famiglia Ludovici, fucilando tutti i presenti e facendo poi esplodere la casa. Altre dieci abitazioni vennero minate, mentre altre ancora furono danneggiate e saccheggiate.

## Vittime
I diciassette caduti furono, in ordine alfabetico:
- Luigino Ciocca (1929), studente e chierichetto;
- Zaccaria Colaianni (1906), contadino;
- Renato De Felice (1910), agricoltore ed ex-soldato;
- Bartolina De Paolis (1899), negoziante, madre di Giovanni Ludovici;
- Ermenegildo Di Vincenzo (1906), ex-soldato;
- Antonio Evangelista (1926), operaio;
- Rosmunda Ludovici (1919), sorella di Giovanni Ludovici;
- Giuseppe Marzolo (1915), fabbro, falegname ed ex-aviere;
- Mario Marzolo (1920), carpentiere, falegname ed ex-aviere;
- Alfredo Paolucci (1919), carpentiere ed ex-soldato;
- Domenico Paolucci (1913), contadino ed ex-soldato;
- Osvaldo Paolucci (1923), ex-soldato;
- Cristina Papola (1927), studentessa;
- Iginio Pezzopane (1928), studente e chierichetto;
- Pasquale Pezzopane (1926), ex-soldato;
- Pio Pezzopane (1927), studente;
- Gaudenzio Tarquini (1925), agricoltore.

## Processi
Al termine della seconda guerra mondiale, la Procura della Repubblica dell'Aquila aprì un fascicolo sulla strage onnese, poi archiviato nel 1960. Successivamente, le procure tedesche — anche in virtù del Caso Defregger — aprirono ugualmente un procedimento che si risolse con l'archiviazione.

## Memoria
Alla memoria della strage è intitolata la via principale di Onna, denominata Via dei Martiri, al centro della quale è il monumento ai Martiri di Onna, opera di Franco Virgilio del 1982.  Diversi ceppi e lapidi, posti sulle facciate degli edifici del borgo, ricordano l'eccidio.
Il deputato Eude Cicerone chiese ufficialmente di omaggiare L'Aquila con la Medaglia d'Oro della Resistenza in virtù degli episodi dei IX Martiri, di Filetto e di Onna, ma la proposta di legge, presentata il 17 luglio 1969, non fu mai accolta.
In seguito al terremoto dell'Aquila del 2009 che ha completamente devastato la cittadina, anche in virtù degli episodi del 2 e dell'11 giugno 1944, il governo tedesco ha adottato Onna contribuendo alla costruzione degli alloggi per gli sfollati, predisponendo il piano di ricostruzione e finanziando interamente il restauro della chiesa di San Pietro Apostolo e la costruzione di una Casa della Cultura. In occasione di un sopralluogo successivo al sisma, la cancelliera tedesca Angela Merkel ha omaggiato la lapide in ricordo della strage.